# Nova vas pri Šmarju
Nova vas pri Šmarju je naselje u slovenskoj Općini Šmarje pri Jelšahu. Nova vas pri Šmarju se nalazi u pokrajini Štajerskoj i statističkoj regiji Savinjskoj. 

## Stanovništvo
Prema popisu stanovništva iz 2002. godine naselje je imalo 63 stanovnika.